# Dialeuropora brideliae
Dialeuropora brideliae là một loài côn trùng cánh nửa trong họ Aleyrodidae, phân họ Aleyrodinae.
Dialeuropora brideliae được Takahashi miêu tả khoa học đầu tiên năm 1932.